# 卡塞格伦天线

抛物面天线的类型

电信和雷达领域中，卡塞格伦天线（Cassegrain antenna）是指一种馈源天线安装在凹面主抛物面反射器盘的表面或后面，并瞄准悬挂在主反射器前面的较小的凸面二次反射器的抛物面天线。来自馈源的无线电波束照射到次级反射器上，次级反射器将其反射回主反射盘，主反射盘再次将其向前反射以形成所需的波束。卡塞格林设计广泛用于抛物面天线，特别是卫星地面站、射电望远镜和通信卫星等大型天线。

## 几何结构
这种天线的主反射面为抛物面，凸面次级反射面的形状为双曲面。要辐射准直平面波束，需满足以下几何条件：馈源天线位于双曲面的远焦点处，而主反射器的焦点与双曲面的近焦点重合。 通常次级反射器和馈源天线位于天线的中轴上。但在偏馈卡塞格伦配置中，主碟形反射器是不对称的，其焦点和次级反射器位于碟形反射器的一侧，因此次级反射器不会部分阻挡光束。

## 优势
这种设计是最常见的前馈式抛物面天线设计（也称为“主焦点”式，亦即馈源天线本身悬挂安装在碟形天线前方焦点处，指向碟形天线）的替代方案。卡塞格伦天线的设计更为复杂，但在某些应用中，它比前馈式馈源具有优势，这可以证明其复杂性的增加是合理的：
- 馈源天线和相关波导以及“前端”电子设备可以位于碟形天线的上面或后面，而不是悬挂在前面（此时阻挡部分出射光束）。 [1] [2]因此，这种设计用于大体积或馈源复杂的天线， [1]如卫星通信地面天线、射电望远镜以及某些通信卫星上的天线。
- 另一个优点，对于卫星地面天线和射电望远镜来说很重要，那就是由于馈源天线是向前指向的，而不是像前馈天线那样向后指向碟形天线，所以由不经过次级反射器的部分波束引起的溢出旁瓣会向上指向寒冷的天空，而不是向下指向温暖的地球。 [2]对于接收天线而言，这会减少地面噪声的接收，从而降低天线噪声温度。
- 双反射器整形：信号路径中存在第二个反射面，使得能够定制辐射模式以额外获得性能优化。例如，普通抛物面天线的增益会降低，因为馈源天线的辐射会向天线盘的外部衰减，从而导致这些部分的“照度”降低。在“双反射器整形”中，次级反射器的形状发生改变，将更多的信号功率引导至天线的外部区域，从而使主反射器的照射更加均匀，从而最大限度地提高增益。然而，这会导致次级不再是精确的双曲面（尽管它仍然非常接近），因此失去了恒定相位特性。但可以通过稍微调整主镜的形状来补偿这个相位误差。其结果是获得了更高的增益，或增益/溢失比，但代价是表面的制造和测试更加棘手。 [3] [4]利用这一技术还可以合成其他碟形照明图案，例如在碟形边缘具有高锥度的图案以实现超低溢失旁瓣，以及具有中心“孔”的图案以减少馈源阴影。
- 采用卡塞格林设计还可以增加天线的焦距，减少旁瓣，等等。 [2] [5]抛物面天线中使用的抛物面反射器具有较大的曲率和较短的焦距；焦点位于碟形天线口附近，以减少支撑馈源结构或次级反射器所需的支架的长度。典型抛物面天线的焦比（f数，焦距与碟形直径的比率）为0.25–0.8，而望远镜等光学系统中使用的抛物面镜的焦比为3–8。在前馈天线中，具有长焦距的“较平坦”抛物面天线需要不切实际的复杂支撑结构来保持馈源相对于天线的刚性。然而，这种小焦比的缺点是天线对焦点的微小偏差很敏感：它能有效聚焦的角宽度很小。射电望远镜和通信卫星中的现代抛物面天线通常使用围绕焦点聚集的馈源喇叭阵列来创建特定的波束模式。这些需要大焦比的良好离轴聚焦特性，并且由于卡塞格伦天线的凸面二次反射器显著增加了焦比，因此这些天线通常采用卡塞格伦设计。
- 较长的焦距还能提高离轴馈源的交叉极化鉴别力， [2]这对于使用两种正交极化模式传输不同信息通道的卫星天线非常重要。

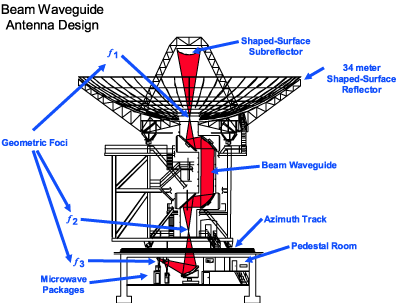
波束波导天线是一种卡塞格伦设计，显示了复杂的信号路径。

卡塞格伦天线的一个缺点是，馈源喇叭必须具有较窄的波束宽度（更高的增益）才能将其辐射聚焦在较小的二次反射器上，而不是像前馈天线那样聚焦在较宽的主反射器上。二次反射器在馈电喇叭处所对应的角度宽度通常为10–15°，而前馈天线中主反射器所对应的角度宽度为120–180°。因此，对于给定的波长，馈源喇叭必须更长。

## 波束波导天线
波束波导天线是一种复杂的卡塞格伦天线，具有较长的无线电波路径，可让馈源电子设备位于地面。它用于非常大的可操纵射电望远镜和卫星地面天线，在这些场景中，馈源电子设备过于复杂和笨重，或者需要太多的维护和改动，无法定位在天线上；例如那些使用低温冷却放大器的馈源。来自次级反射器的入射无线电波束被附加的镜子反射，沿着一条长扭曲路径穿过地平式支架的轴线，因此可以在不中断波束的情况下操纵天线，然后向下穿过天线塔到达地面的馈源建筑物。

## 历史
卡塞格伦天线的设计改编自卡塞格伦望远镜，这是一种反射望远镜，于1672年左右由法国英格兰省牧师洛朗·卡塞格伦发明。1952年，科克伦和怀特黑德在英国博勒姆伍德的Elliot Bros公司发明了第一台卡塞格林天线并获得了这种设计的专利。这项专利（英国专利号700868）随后在法庭上受到质疑，但最终胜诉。 1977年发射的旅行者1号（截至2024年9月距离地球246亿公里）， 是太空中最远的人造物体，它的3.7米S和X波段卡塞格林天线（下图）仍然能够与地面站通信。